# Utagawa Kuniyoshi

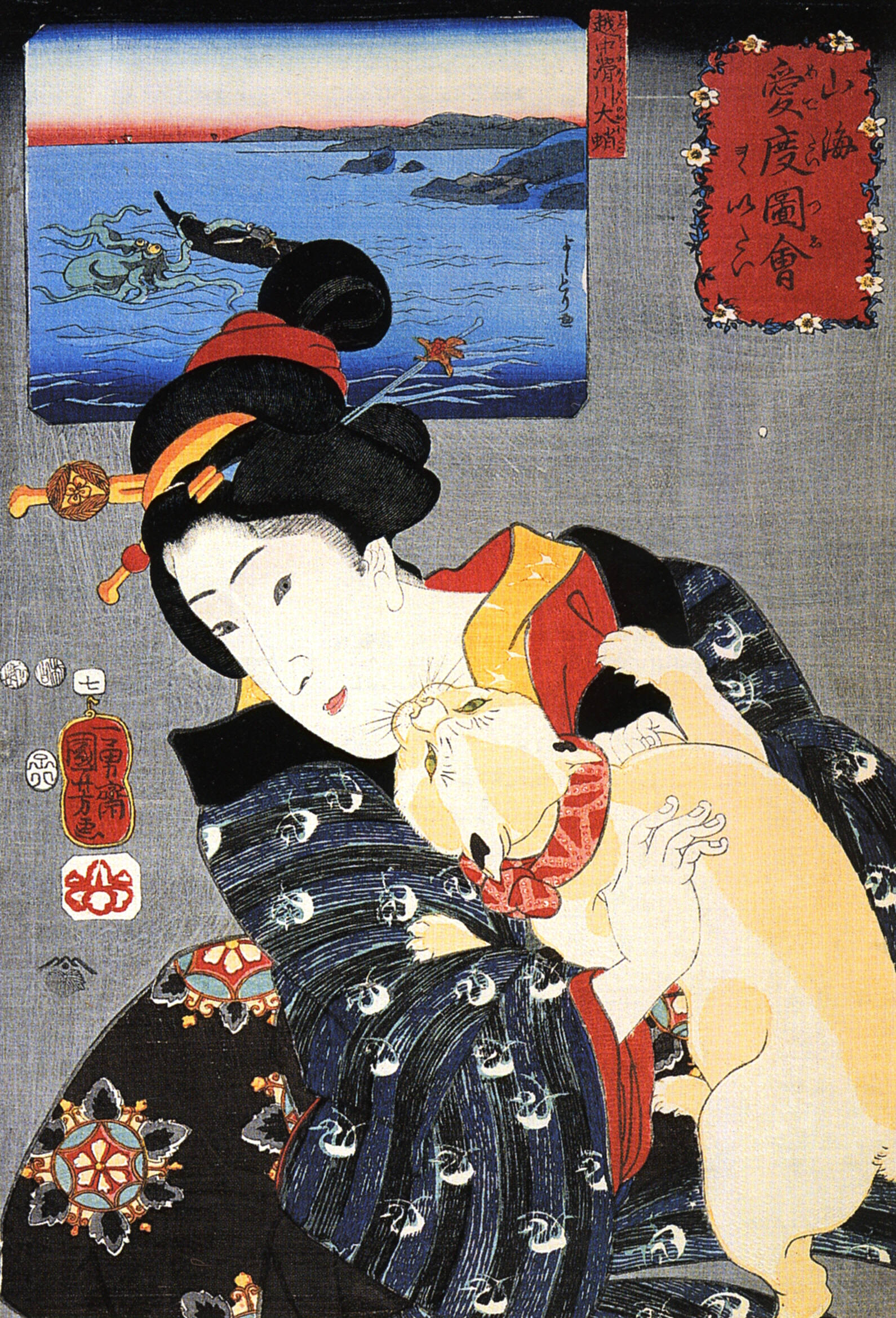
Estampe de la série Femmes.

Pour les articles homonymes, voir Utagawa.
 (octobre 2015).
Utagawa Kuniyoshi (歌川 国芳), né le 1er janvier 1797, et mort le 14 avril 1861, est l'un des derniers grands maîtres japonais de l'estampe sur bois (« ukiyo-e »).

## Biographie
Fils d'un teinturier sur soie, il naît en 1797 sous le nom de Yoshizo. Dans sa jeunesse, il assiste probablement son père, fournissant les dessins des pièces à teindre, et s'oriente ainsi tout naturellement vers le monde de l'art.
Il étudie d'abord avec Kuninao, et certaines de ses œuvres attirent l'attention d'un des grands maîtres japonais de l'estampe, Toyokuni, qui l'admet dans son atelier en 1811, et dont il devient l'un des principaux élèves. Il reste en apprentissage jusqu'en 1814, date à laquelle il prend le nom de Kuniyoshi et s'installe comme artiste indépendant.
Comme d'autres artistes de l'école Utagawa, il commence en réalisant des impressions pour les théâtres, mais ne rencontre pas le succès public. Il vit alors plusieurs années difficiles, devant aller, pour gagner de quoi vivre, jusqu'à réparer et revendre des tatami usagés[réf. souhaitée].
Il rencontre par hasard Kunisada Utagawa, qui avait été son condisciple et menait alors une vie prospère. Estimant que son propre talent artistique était supérieur à celui de Kunisada, il en fut encouragé à redoubler d'efforts[réf. souhaitée]. Kunisada et Kuniyoshi, entre lesquels il n'y avait nul ressentiment, devaient plus tard collaborer sur plusieurs séries.
Il produit alors plusieurs triptyques héroïques qui sont bien reçus, et, en 1827, il commence la série qui devait lui assurer la reconnaissance : les Suikoden, ou Cent-huit héros chinois. Le succès suit dans plusieurs domaines : au début des années 1830, il produit d'excellents paysages et, dans les années 1840, de nombreuses triptyques de bijin et de héros.
Il est également connu pour ses dessins de chats, qui étaient ses animaux préférés. Un dessin de son élève Kyosai montre l'atelier de Kuniyoshi plein de chats. Lui-même en trace des dessins qui montrent une étonnante sympathie avec ses chats, et il les représente volontiers dans les recoins de ses estampes sous le moindre prétexte.
En 1842, la réforme Tenpo, destinée à faire valoir la morale traditionnelle dans le monde du théâtre et des beaux-arts, interdit les images représentant courtisanes, geishas ou acteurs. Bien qu'arrêté, Kuniyoshi s'en sort avec une amende.
Dans les années 1850, la qualité de ses œuvres commence à décliner. Le grand tremblement de terre de 1855, après lequel, rentrant tardivement chez lui, il avait été donné pour mort par sa famille et les membres de son atelier, marque la fin de sa grande période. Souffrant de maladie et de dépression, il produit dorénavant peu. Il meurt à Edo, en 1861.

## Influence sur les artistes
Gustave Courbet (1819-1877) s'est inspiré du nishiki-e Huit vues de la province d'Ōmi (1833) de Kuniyoshi pour le cadrage de L'Origine  du monde. Le graveur japonais jouait sur la graphie du nom de ce site proche de Kyoto pour le transformer en sexe féminin à l'anatomie très précise. Celui-ci est dessiné comme un port vers lequel navigue une petite embarcation sur une mer de chair blanche.
L'écrivain Champfleury (1821-1889) a copié sans le savoir une caricature de chats costumés dessinée par Kuniyoshi pour son ouvrage dédié aux chats  (Les Chats - Histoire, mœurs, observations, anecdotes - 1869).
Kuniyoshi a aussi influencé Henri Rivière (1864-1951), collectionneur passionné d'estampes, qui a réalisé aussi de nombreuses gravures sur bois, en s'appropriant la technique, la thématique et le style des graveurs japonais.
Claude Monet, qui avait commencé sa collection d'estampes japonaises dès l'âge de 16 ans, avait acquis 231 estampes dont 12 de Kuniyoshi qui ont décoré les murs de sa propriété de Giverny.
Auguste Rodin s'est passionné tardivement pour le japonisme, seulement à partir de 1890 (découverte des estampes japonaises chez les frères Goncourt et visite des expositions des gravures en 1890 et 1893). Il a acquis plus de 200 gravures, livres, albums et dessins dont 44 feuilles de Kuniyoshi. Les estampes achetées par Rodin étaient conservées dans des portfolios.
Un lien peut être noué entre ses œuvres et l'art du manga ou la bande dessinée européenne prouvant ainsi que son imagination dépasse les codes de son temps.

### Élèves
Il eut d'assez nombreux élèves, dont le principal, Yoshitoshi, devait être le dernier grand artiste de l'estampe japonaise de l'époque Meiji.

## Parcours artistique
Kuniyoshi est un artiste unique car il est le seul à avoir abordé autant de genres différents (portraits de guerriers, d'acteurs ou de courtisanes, caricatures, paysages ou scènes de genre) dans la catégorie des estampes.

### Portraits de guerriers
Les récits des prouesses de guerriers sont  particulièrement prisés par le public dans les « yose » (établissements où se déroulent les spectacles de conteurs). Ce divertissement populaire est proposé dans plus de 120 yose à Edo. Mais les réformes de Tenpo entrainent la fermeture de nombreux lieux (seulement 15 yose après l'application des mesures coercitives).
Au cours du XVIIe et du XVIIIe siècle, les ukiyo-e relataient essentiellement les conflits entre les 2 puissants clans des Genji et des Heike qui ont eu lieu entre la fin du XIe siècle et la fin du XIIe siècle. Ils s'inspiraient des classiques de la littérature japonaise médiévale (Le dit des Heike ou Chronique de la grandeur et de la décadence des Minamoto et des Taira).
À partir du XIXe siècle, sont publiés de multiples romans d'aventure qui sont gravés sur des planches avec des illustrations monochromes réalisés par des artistes de l’ukiyo-e.
Les attitudes des guerriers dans les œuvres de Kuniyoshi sont inspirées des poses codifiées des acteurs des Kabuki appelées kata : les acteurs de la scène s'immobilisent (par exemple une jambe en avant ou les doigts de la main écartée) créant un espace où le temps semble suspendu. Kuniyoshi réussit paradoxalement et simultanément  dans ces portraits  à confronter l'immobilisme du guerrier au dynamisme de l'action. Ses personnages sont dotés d'une vie et d'une personnalité propres en jouant avec  le traitement de l'arrière plan et les éléments du décor. 
Le talent de Kuniyoshi a été révélé dans ce genre vers 1827 lorsqu'il a repris les épisodes les plus célèbres du roman chinois Au bord de l'eau en les représentant avec des couleurs vives (Hokusai avait réalisé les illustrations monochromes du récit lors de sa première publication en 1806). Il a donné aux gravures de guerriers une plus vaste portée en dessinant d'autres héros de roman. Ses personnages sont caractérisés par une puissance surhumaine dans des combats au corps à corps.
Dès 1844, Kuniyoshi adopte un nouveau style pour réaliser ses portraits de guerriers : présence de l'écrit dans la partie supérieure de l'estampe, disparition de l'arrière plan, focalisation des moyens au service de la représentation des mouvements des personnages et des accessoires. Les générations suivantes se sont inspirés de ce type de composition pendant l'ère Meiji.
Dans certaines œuvres comme Combat au mont Yoshino ou Le moine Mongaku fait pénitence à la cascade de Nachi, Kuniyoshi utilise pour la première fois dans l'histoire des estampes le modèle du triptyque vertical d'Ōban pour créer des portraits de guerriers  dans lequel vient s'inscrire opportunément le sujet, en renforçant une sensation de force surnaturelle. 
L'approche de  Kuniyoshi rappelle le cinéma d'animation. Au début, Kuniyoshi crée des triptyques d'estampes nishiki-e dont chaque volet peut-être  interprété de manière  indépendante. Puis à partir des années 1840, sous cette forme, il réalise une seule et même composition s'apparentant à une image panoramique. Il représente ainsi un corps ou un objet de très grande dimension qui occupe tout l'espace avec de nombreuses actions annexes créant l'impression d'un espace-temps mouvant.

### Jeux et caricatures
Kuniyoshi déploie un talent manifeste dans le pastiche et dans les estampes humoristiques. Entre 1842 et 1846, il est interdit de publier des estampes représentant des courtisanes, des geishas ou des acteurs en raison de l'application des réformes Tenpō par le shogunat pour assurer un contrôle des mœurs.
Le monde de l'édition a été particulièrement touché par ces mesures coercitives car ce type d'estampes constituait l'essentiel de la production.
Kuniyoshi profita de cette censure pour exercer son art dans la caricature. Trois types de caricatures peuvent être distingués. Le premier regroupe les portraits d'acteurs qui prennent la forme d'un animal ou d'un objet. Ces portraits mettaient en valeur  un des traits dominants des acteurs.
Le deuxième rassemble des personnifications  d'animaux et des monstres. Kuniyoshi témoignait d'un profond intérêt pour les animaux notamment pour les chats dont il avait une connaissance intime de leur  mode de vie. Ces caricatures ne peuvent  être limitées à des personnifications car elles permettent aussi de prendre connaissance des activités des habitants de l'époque.
Le troisième réunit des caricatures en forme de puzzle.
Plusieurs caricatures de Kuniyoshi reposent sur l'accumulation d'une multitude d'éléments d'une même catégorie à l'intérieur d'un motif unique ou cachés dans les contours  d'une ombre chinoise (série Images en miroir, Jeux d'ombres).

### Paysages au bord de l'eau
Les estampes de paysages de Kuniyoshi, très différentes de celles d'Hokusai et d'Hiroshige, sont caractérisées par un style éminemment moderne à l'époque par son angle de vue photographique. Elles témoignent  d'une étude approfondie de la représentation des ombres et de la lumière dans l'art occidental. Elles représentent non seulement les paysages mais aussi les personnes dans leur quotidien. Sa représentation des corps gagne en réalisme à la différence du style de l'ukiyo-e traditionnel.
Il s'est inspiré pour en réaliser certaines d'un ouvrage  encyclopédique en 1682 du hollandais Johan Nieuhof (Gedenkwaerdige Zee En Lantreize. Door de Voornaemste Landschappen van West en Oostindien — Voyages remarquables sur mer et sur terre. Le paysages les plus importants des Indes occidentales et orientales.) dans lequel les fruits et les insectes sont dessinés en très gros plan.En employant les caractéristiques de la gravure sur bois, il inaugure  une nouvelle peinture de paysage. Kuniyoshi démontre ainsi  sa curiosité en se formant à un ensemble de techniques graphiques, à une époque où il était difficile et coûteux d'acheter des livres publiés en Europe.

## Réception des œuvres de Kuniyoshi par les critiques d'art
À partir de la seconde moitié du XIXe siècle, la gravure japonaise fait l'objet d'études. Seuls les graveurs Utamaro, Hokusai et Hiroshige sont jugés dignes d'intérêt, leurs productions étant une source d'inspiration pour les artistes européens (notamment les peintres impressionnistes). La plupart des critiques d'art de l'époque n'appréciaient pas les œuvres de Kuniyoshi (dégénération, décadence sont des termes associés à sa pratique artistique). Kuniyoshi est donc tenu à l'écart de la mode du japonisme décoratif.
Il faut attendre 1890 pour que Kuniyoshi connaisse la célébrité en France lorsque Jules Chéret (1836-1932) s'est servi d'une de ses œuvres pour l'affiche de la rétrospective de l'estampe japonaise organisée à l'École des Beaux Arts de Paris par Siegfried  Bing (1838-1905). Ce dernier, industriel et céramiste allemand, était aussi un marchand d'art spécialisé dans le japonisme et  avait ouvert un magasin en 1878 spécialisé dans les arts de l'Extrême-Orient à Paris. De mai 1888 à 1891, il avait publié une revue mensuelle rédigée en français, en anglais et en allemand intitulée Le Japon artistique. Documents d'art et d'industrie qui avait mis en valeur les œuvres de Kuniyoshi.
L'exposition parisienne de 1890 a présenté parmi 700 estampes une vingtaine d'estampes de Kuniyoshi notamment des figures d'acteurs, des paysages et des études de chats.
Siegfried Bing organisa une exposition en 1903 en mettant en valeur trois graveurs japonais : Hokusai, Hiroshige et Kuniyoshi.
Tadamasa Hayashi (1853-1906) a aussi contribué à la renommée de Kuniyoshi. Marchand d'art, il avait servi d'informateur notamment auprès d'Edmond de Goncourt pour ses études sur les estampes (les Goncourt avaient acquis de nombreuses œuvres de Kuniyoshi).
Les 10 dernières années du XIXe siècle sont caractérisées par de grandes ventes publiques de collections des premiers amateurs d'estampes japonaises avec la publication de nombreux catalogues à ces occasions comme celle de Louis Gonse (1846-1921), directeur de la Gazette des Beaux Arts.

### Hommage dans les musées
Même si Kuniyoshi est moins célèbre qu'Hokusai, Utamaro ou Hiroshige, de nombreux  musées en France possèdent ses œuvres  acquises lors de ventes publiques ou par le legs de collectionneurs (musée des Beaux Arts de Nancy et de Rouen). En 1961, le Victoria and Albert Museum de Londres a rendu hommage à Kuniyoshi pour le centenaire de sa mort.

## Séries d'estampes

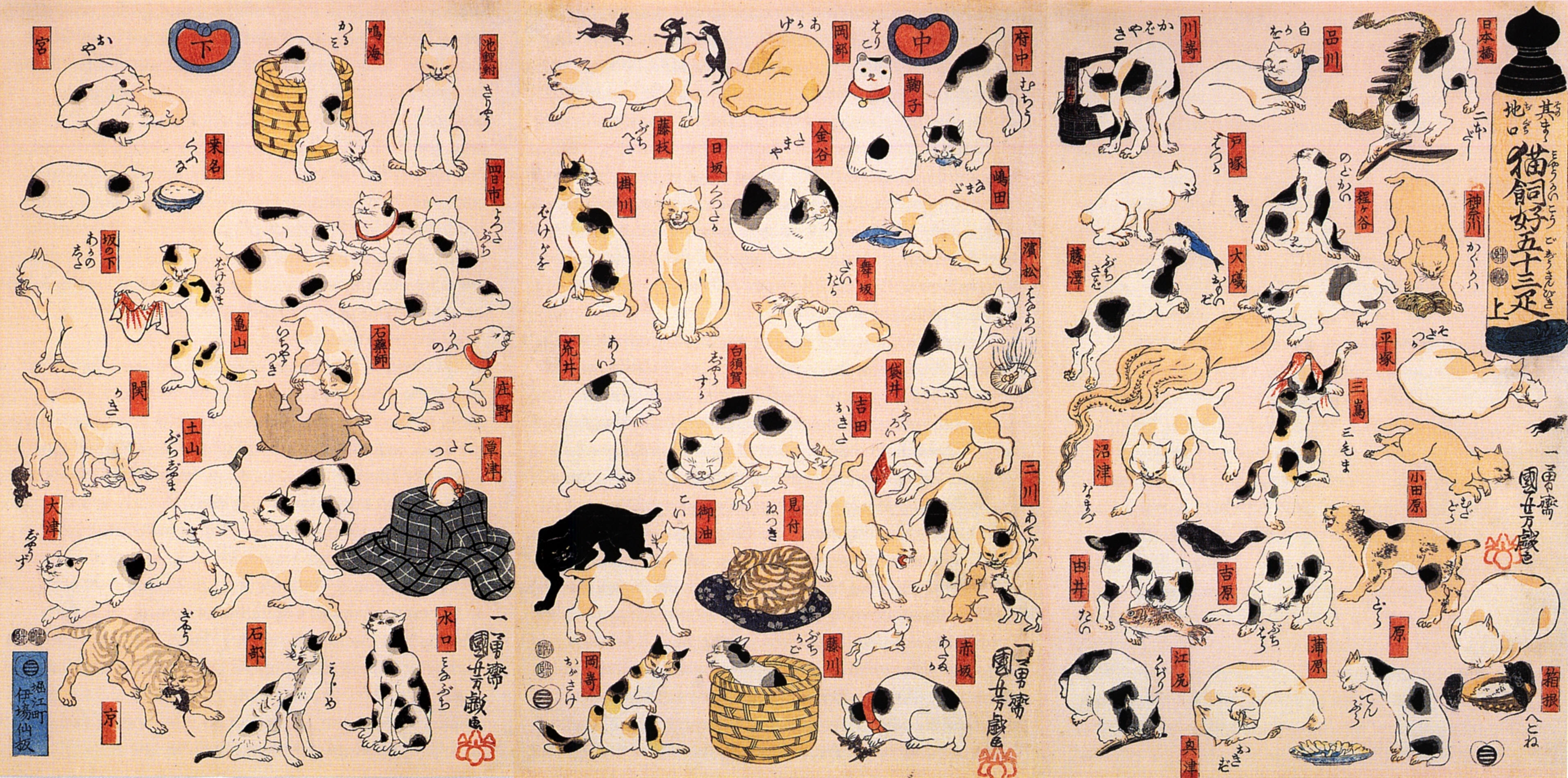
Chats suggérés par les 53 stations du Tokaido.

Kuniyoshi aurait produit environ dix mille estampes, parmi lesquelles se trouvent des suites comme :
- Biographie illustrée abrégée du Fondateur (vers 1831)
- Vues fameuses de la capitale de l'est (vers  1834)
- Héros Suikoden de notre pays (vers  1836)
- Histoires de femmes sages et vertueuses (vers  1841-1842)
- Cinquante-trois parallèles pour le Tokaido (1843-1845) (avec Hiroshige et Toyokuni III)
- Vingt-quatre parangons de la piété filiale (1843-1846)
- Spécialités variées des districts d'Edo (1843-1846)
- Miroir des vingt-quatre parangons de la piété filiale (1844-1846)
- Six fleuves de cristal (1847-1848)
- Vingt-quatre parangons chinois de la piété filiale (vers  1848)
- Soixante-neuf stations le long du Kisokaido (1852)
- Portraits de samuraïs de la loyauté véritable (1852)
- Vingt-quatre généraux de la province de Kaï (1853)

## Galerie

Œuvres d'Utagawa Kuniyoshi
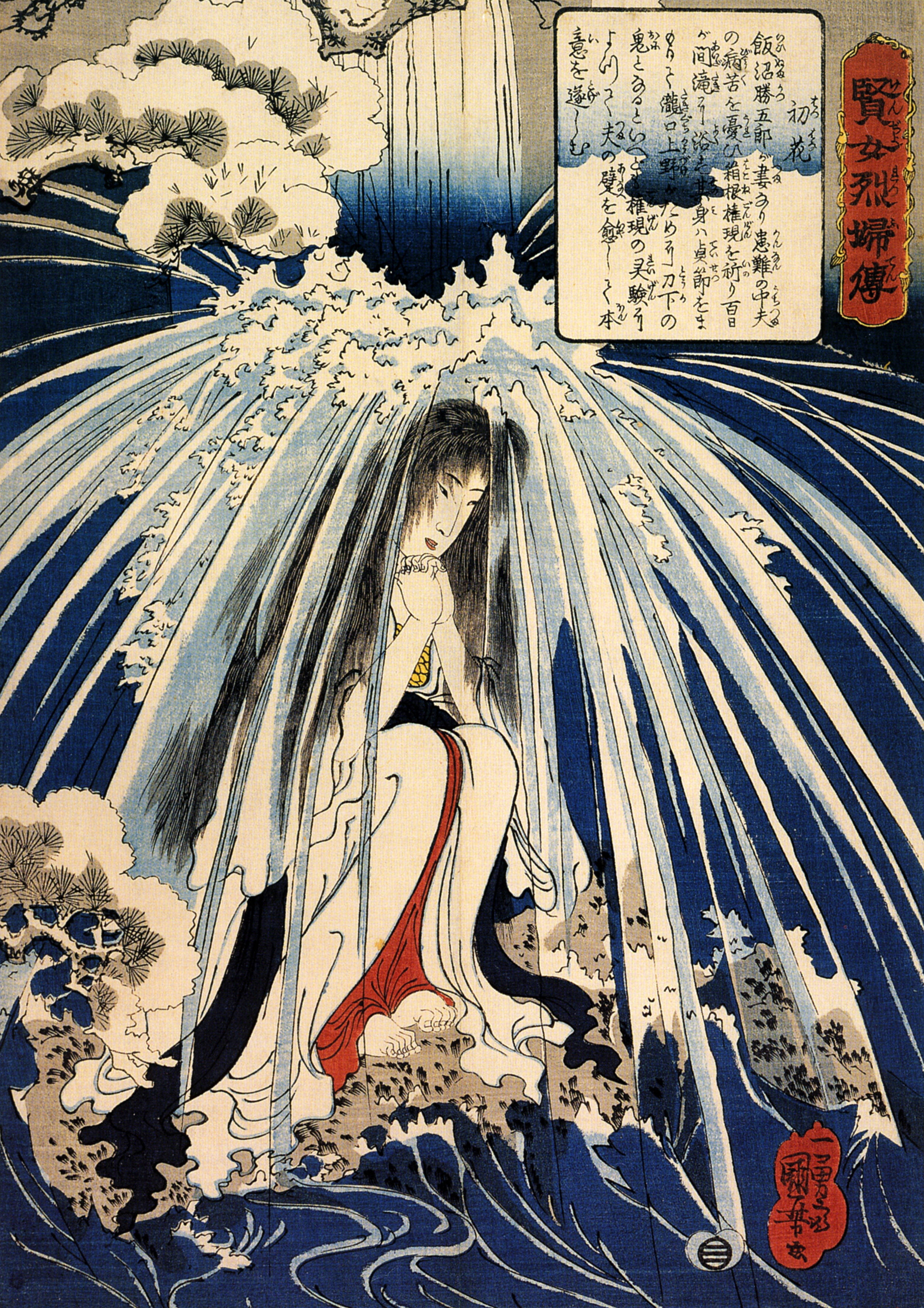
Hatsuhana faisant pénitence sous les chutes de Tonozawa.
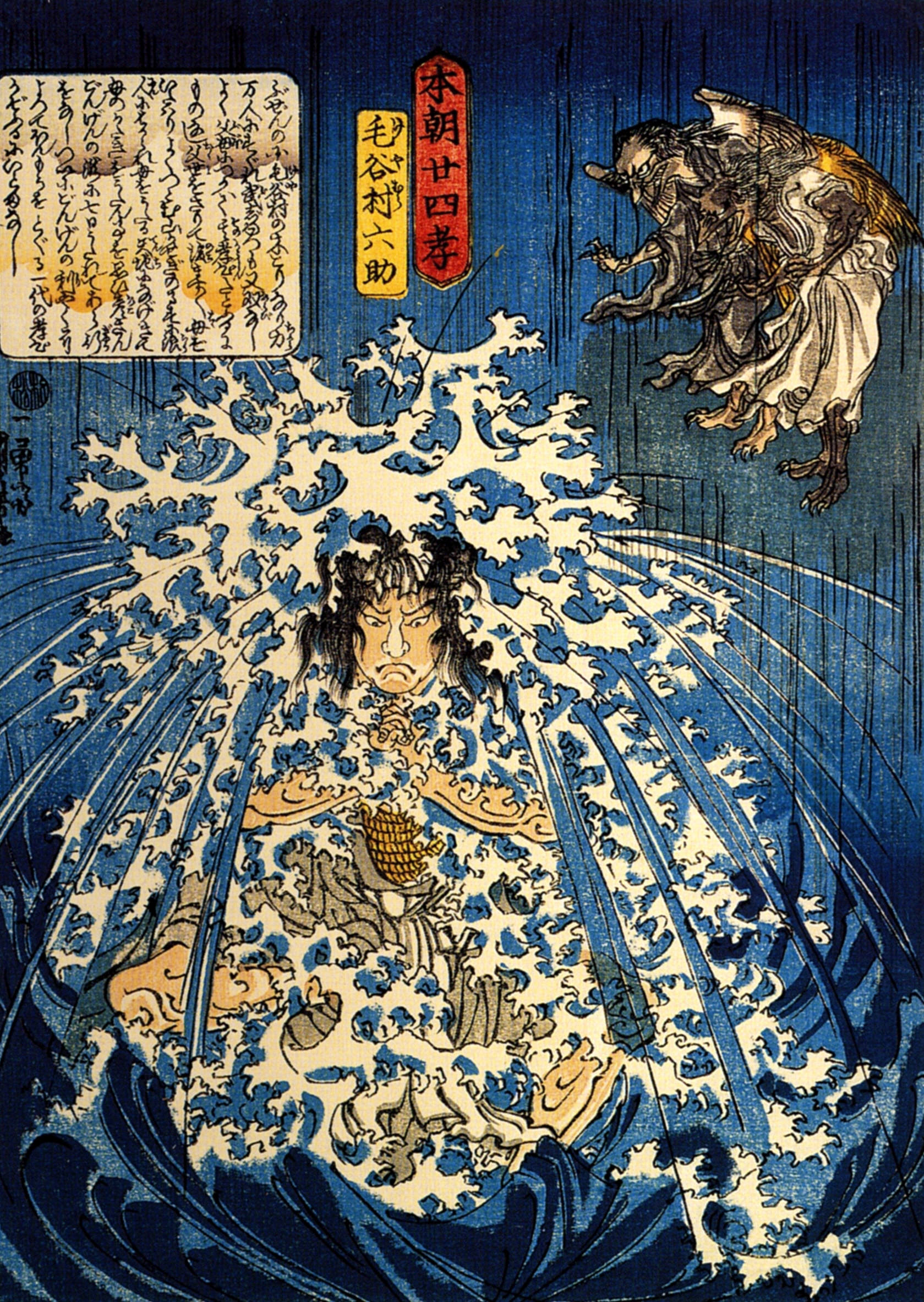
Homme du XVIe siècle passant 7 jours à prier pour sa mère sous les chutes du Hikosan Gogen.
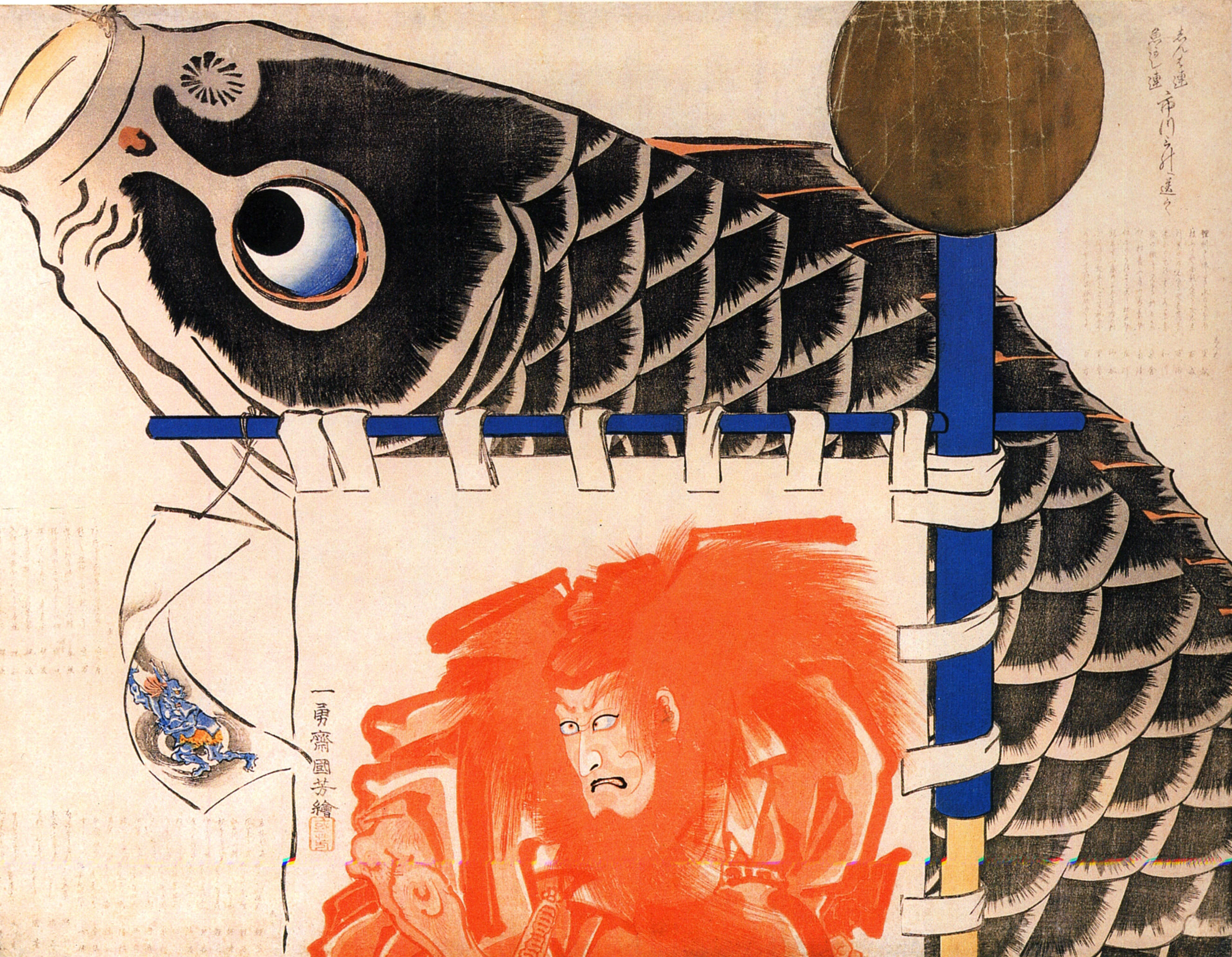
Bannière.
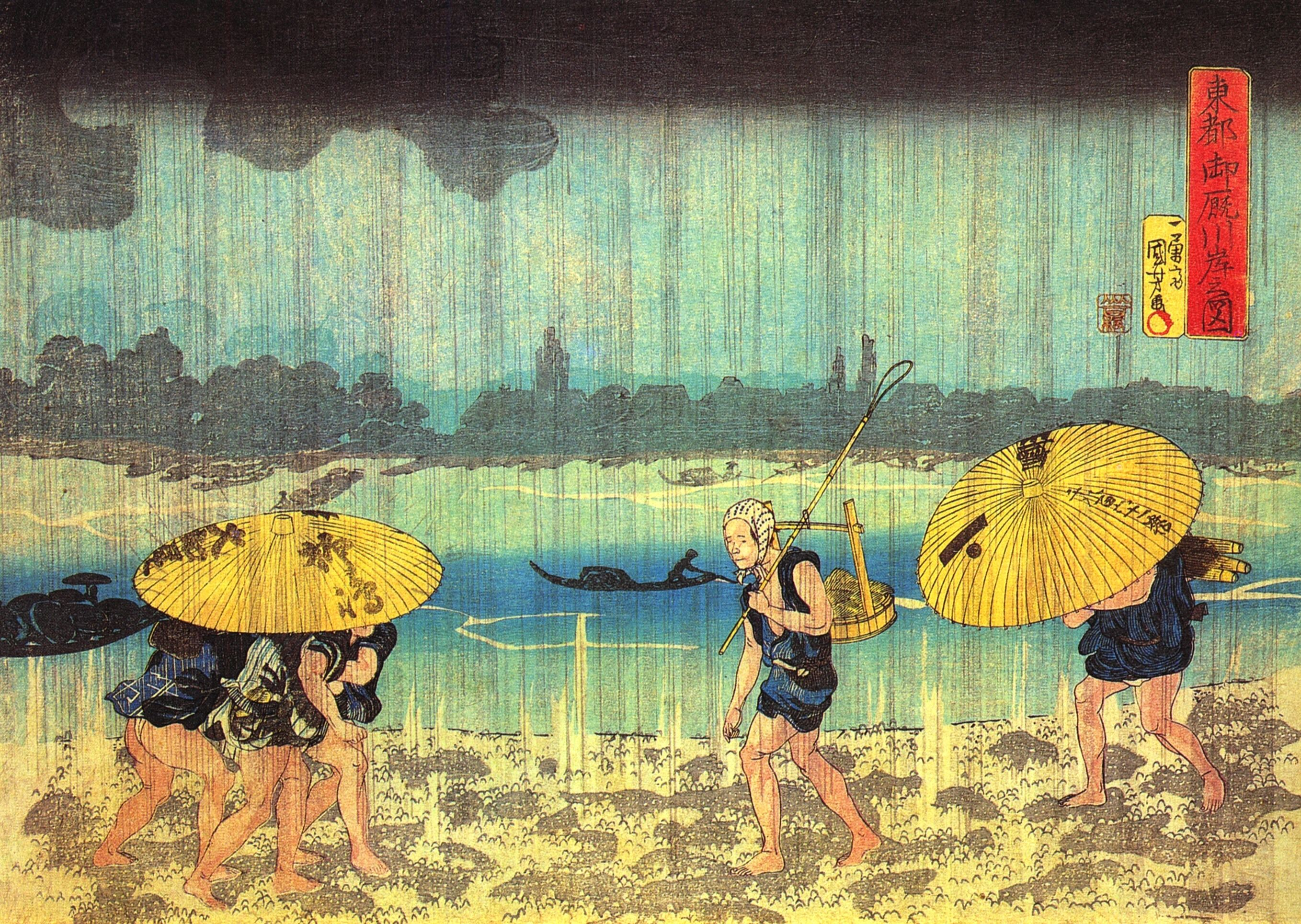
Sur le bord de la rivière Sumida.
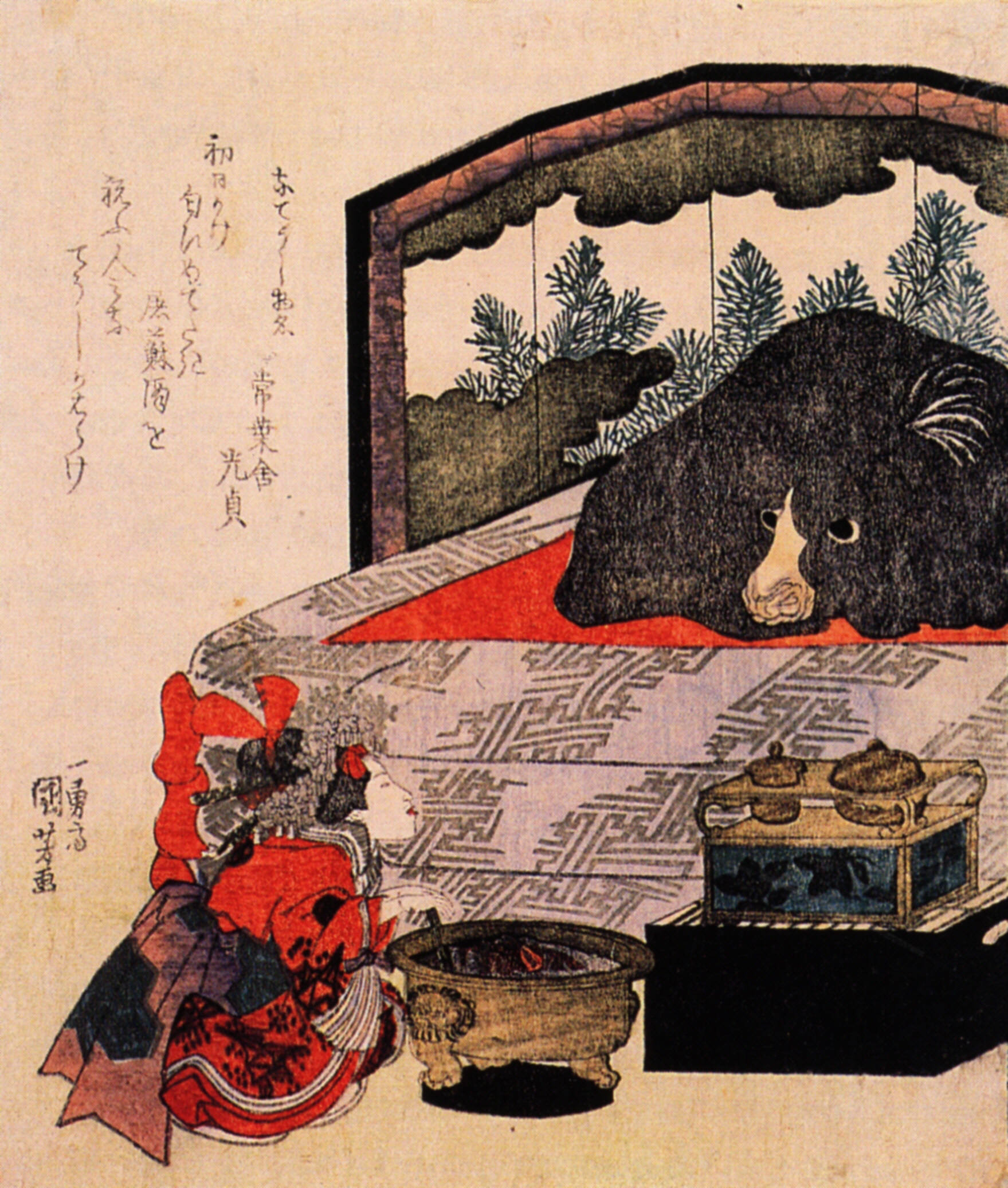
Courtisane s'entrainant.
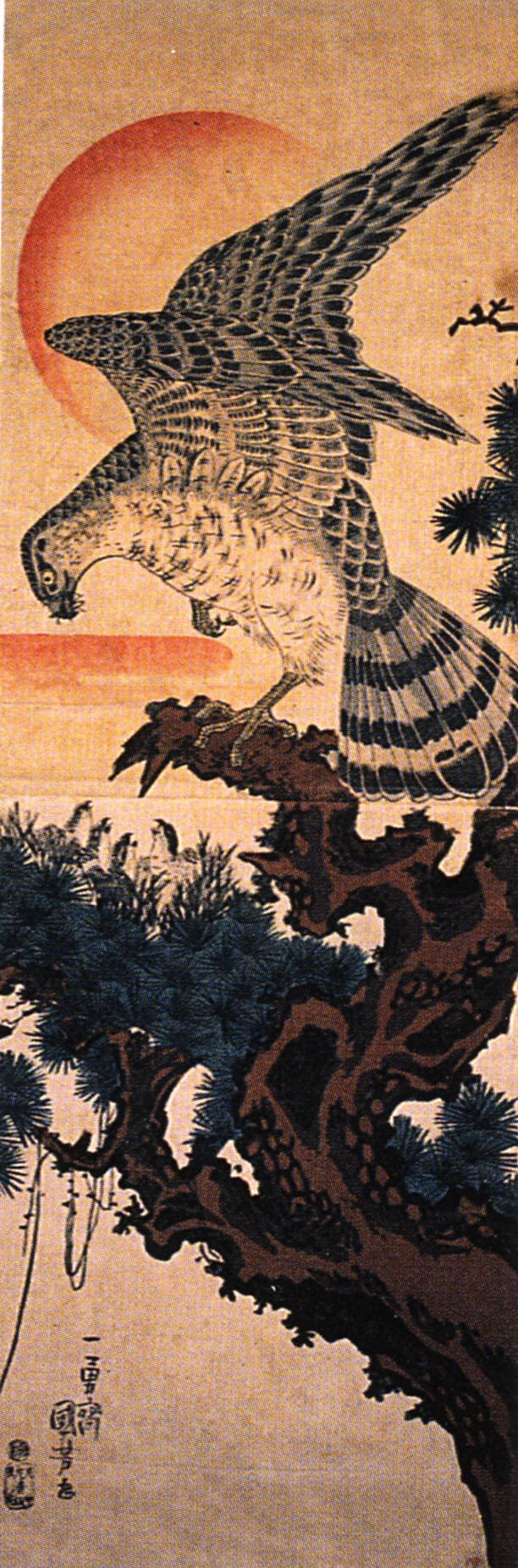
Aigle.
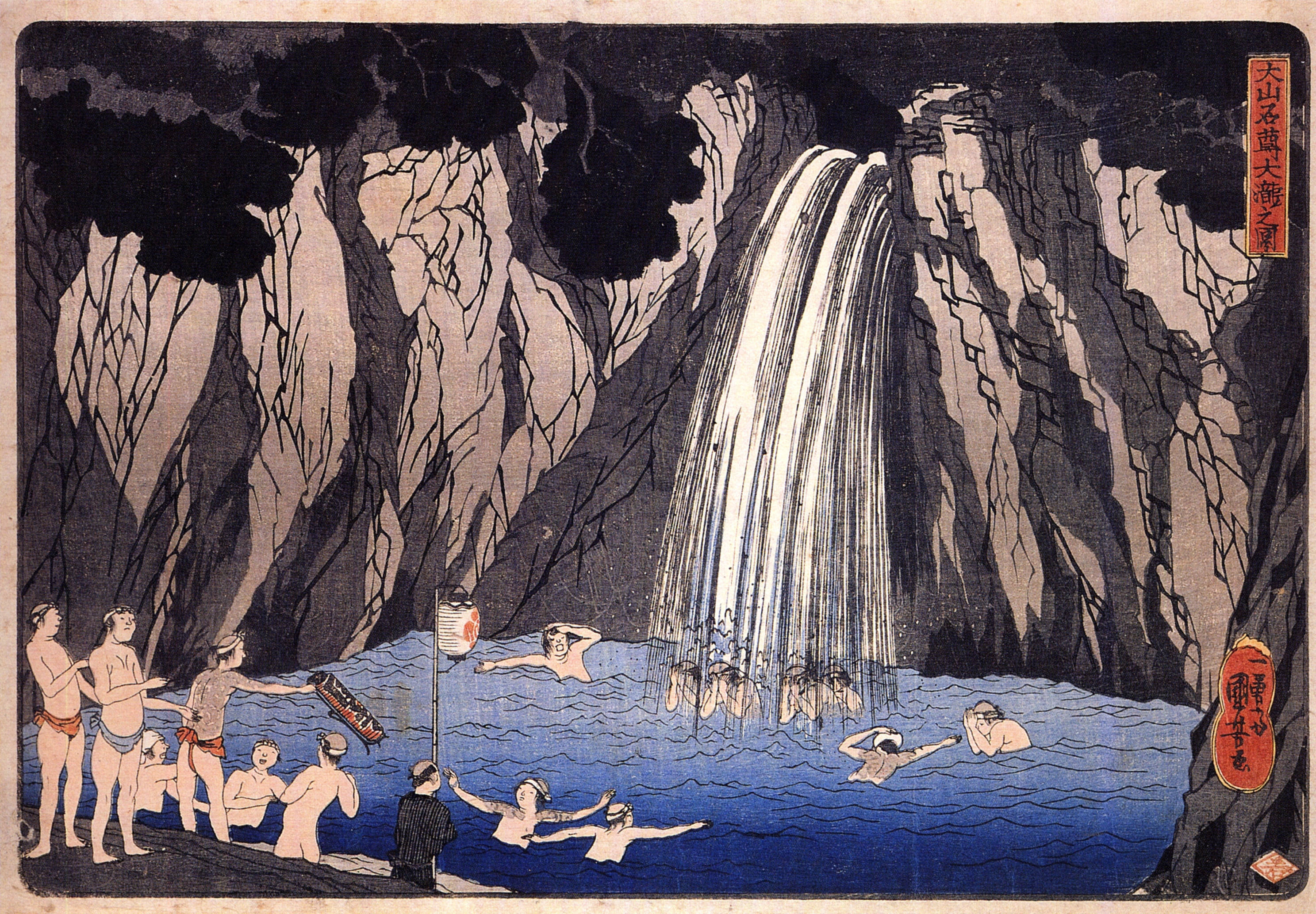
Baignade.
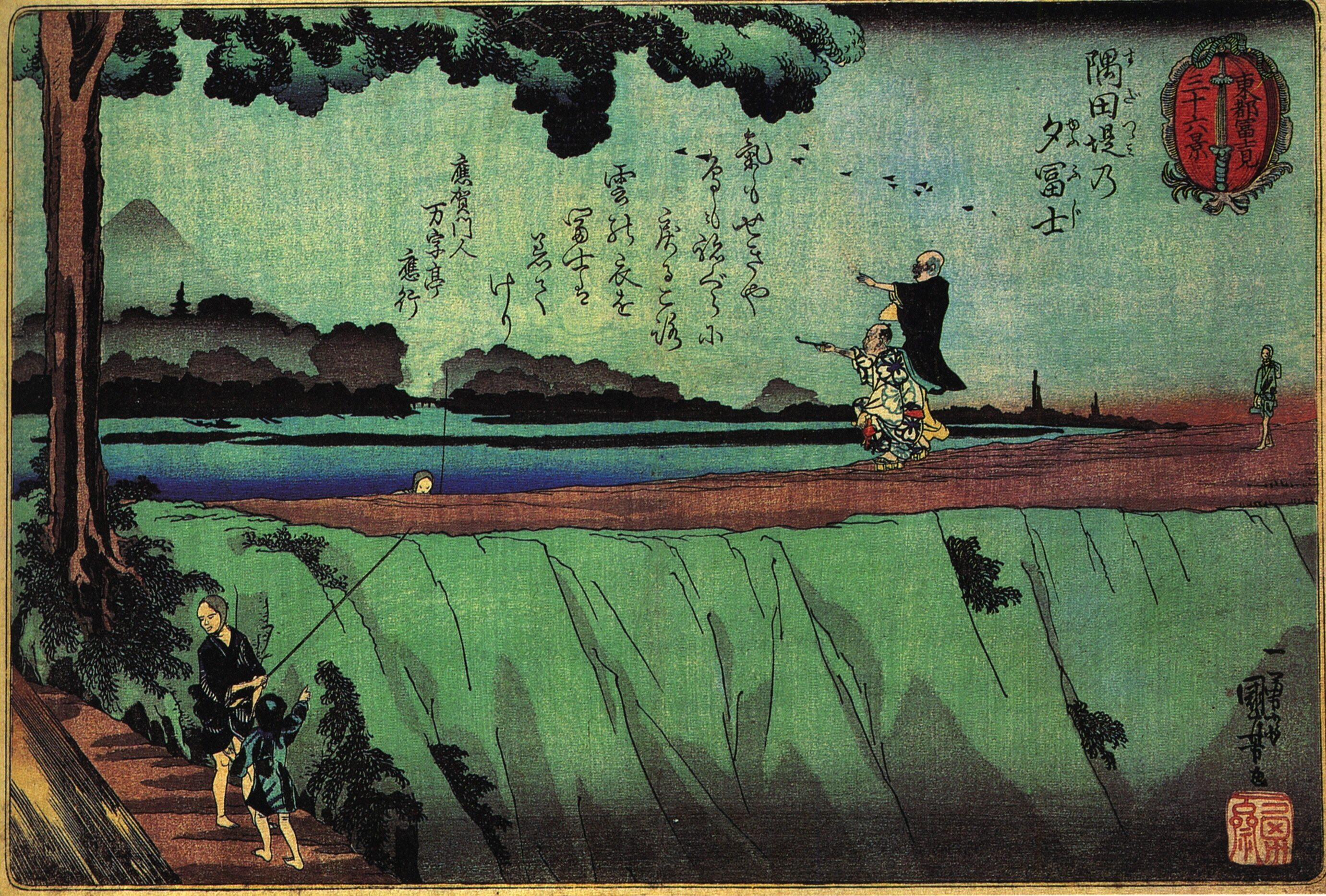
Vue du mont Fuji.
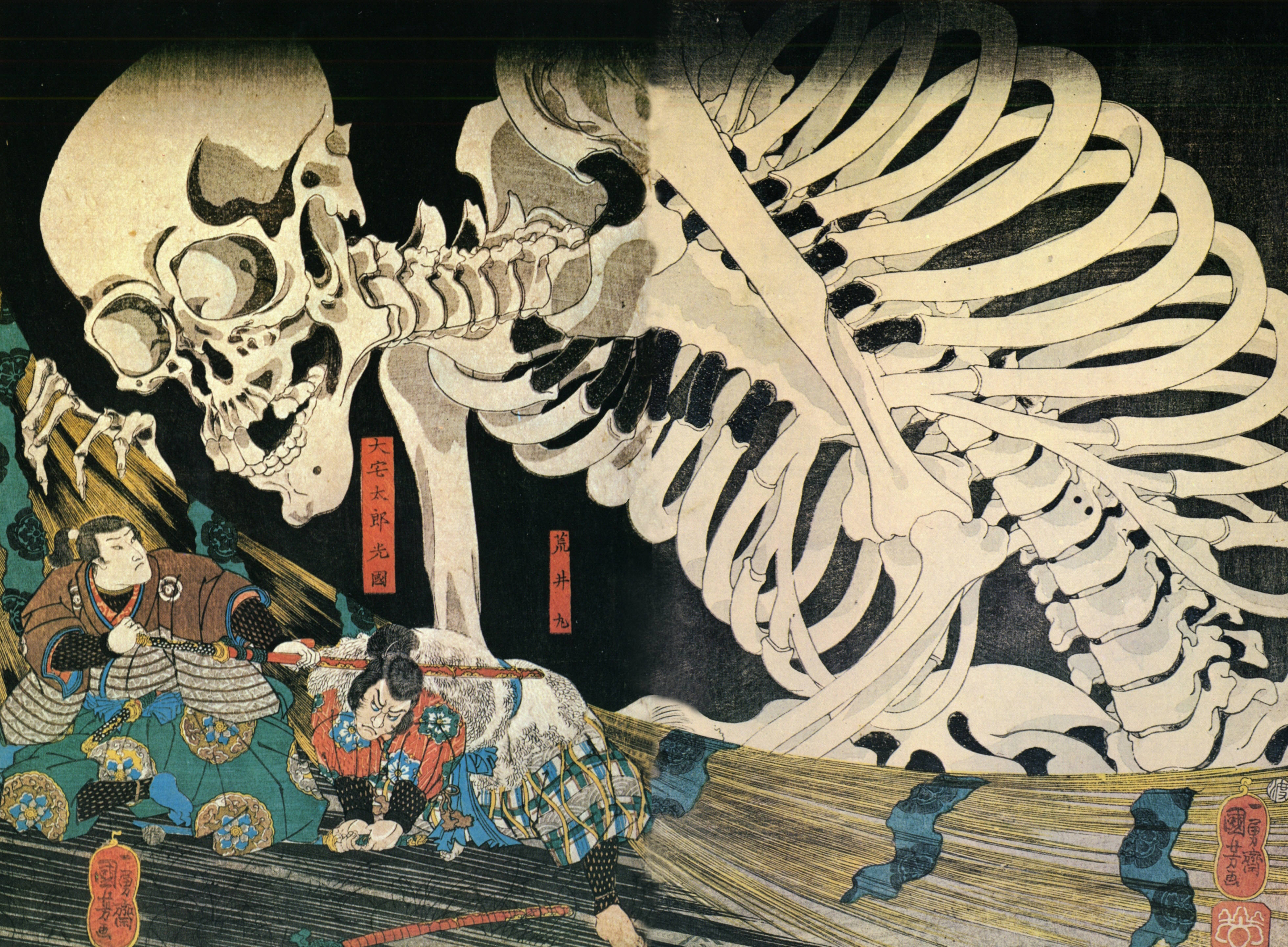
Squelette.
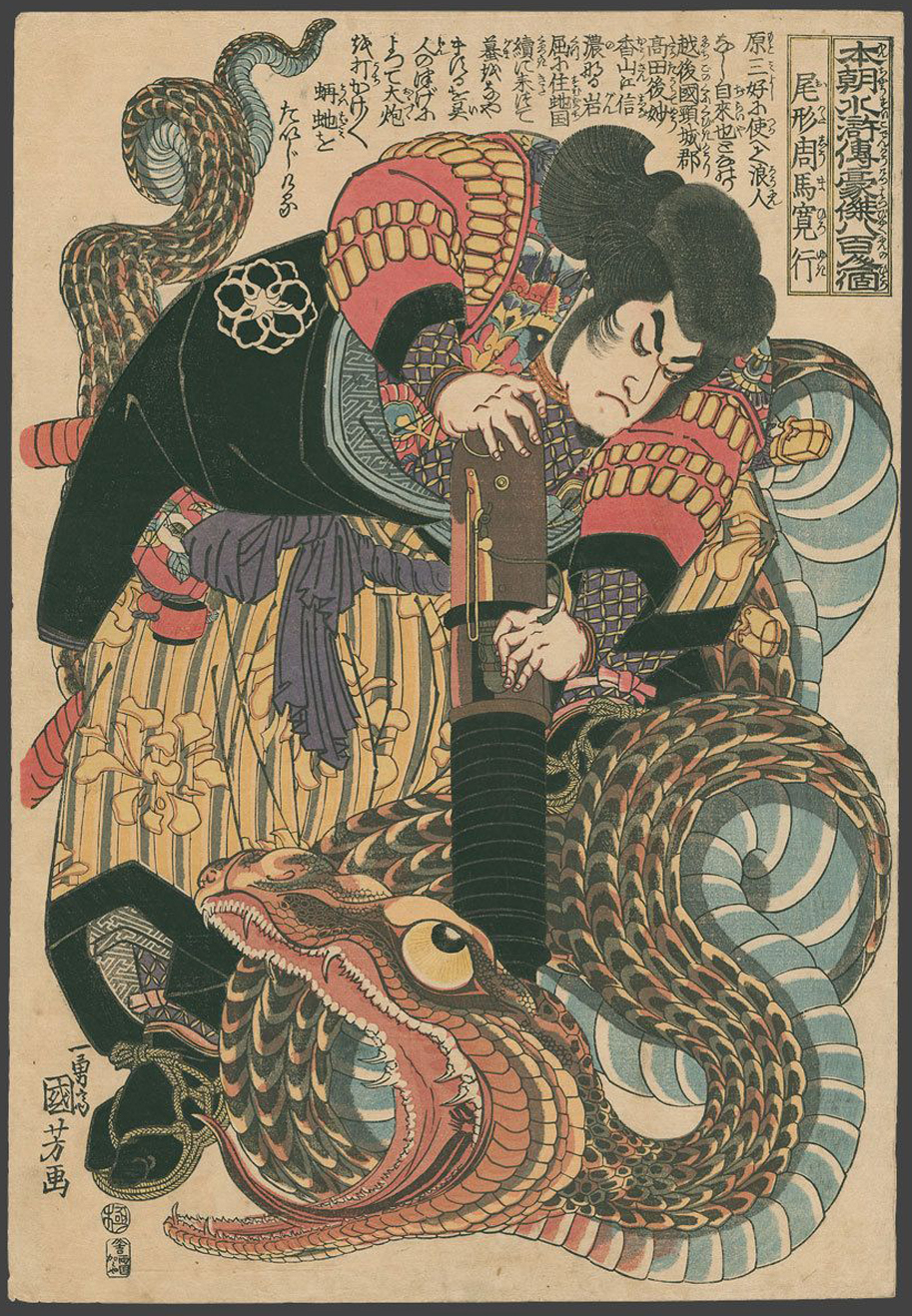
Les huit cents héros de notre pays.
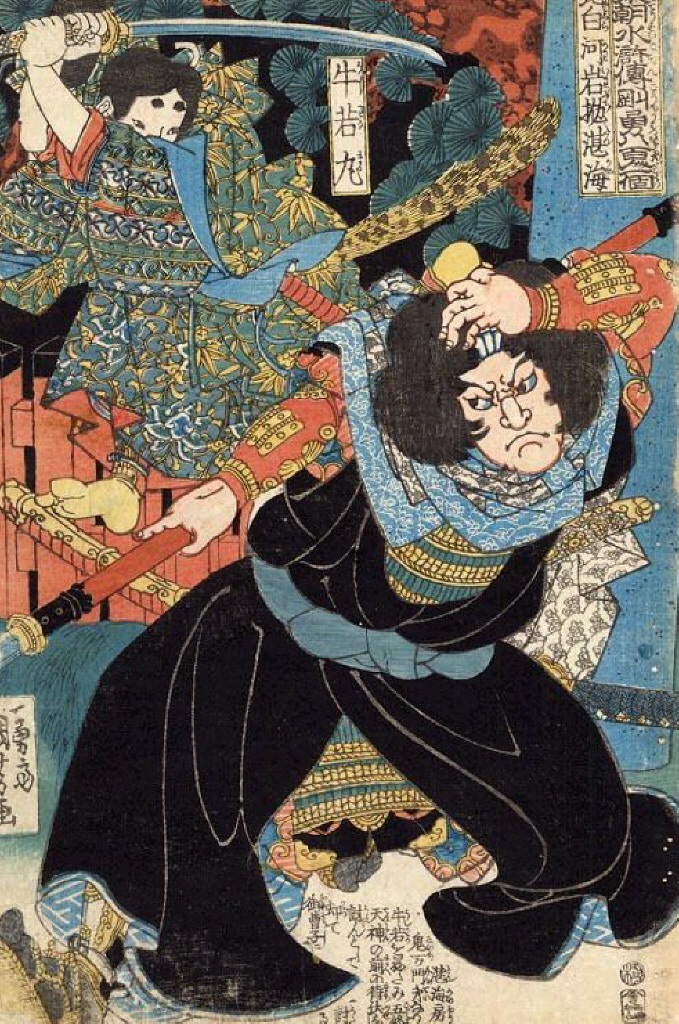
Les huit cents héros de notre pays.
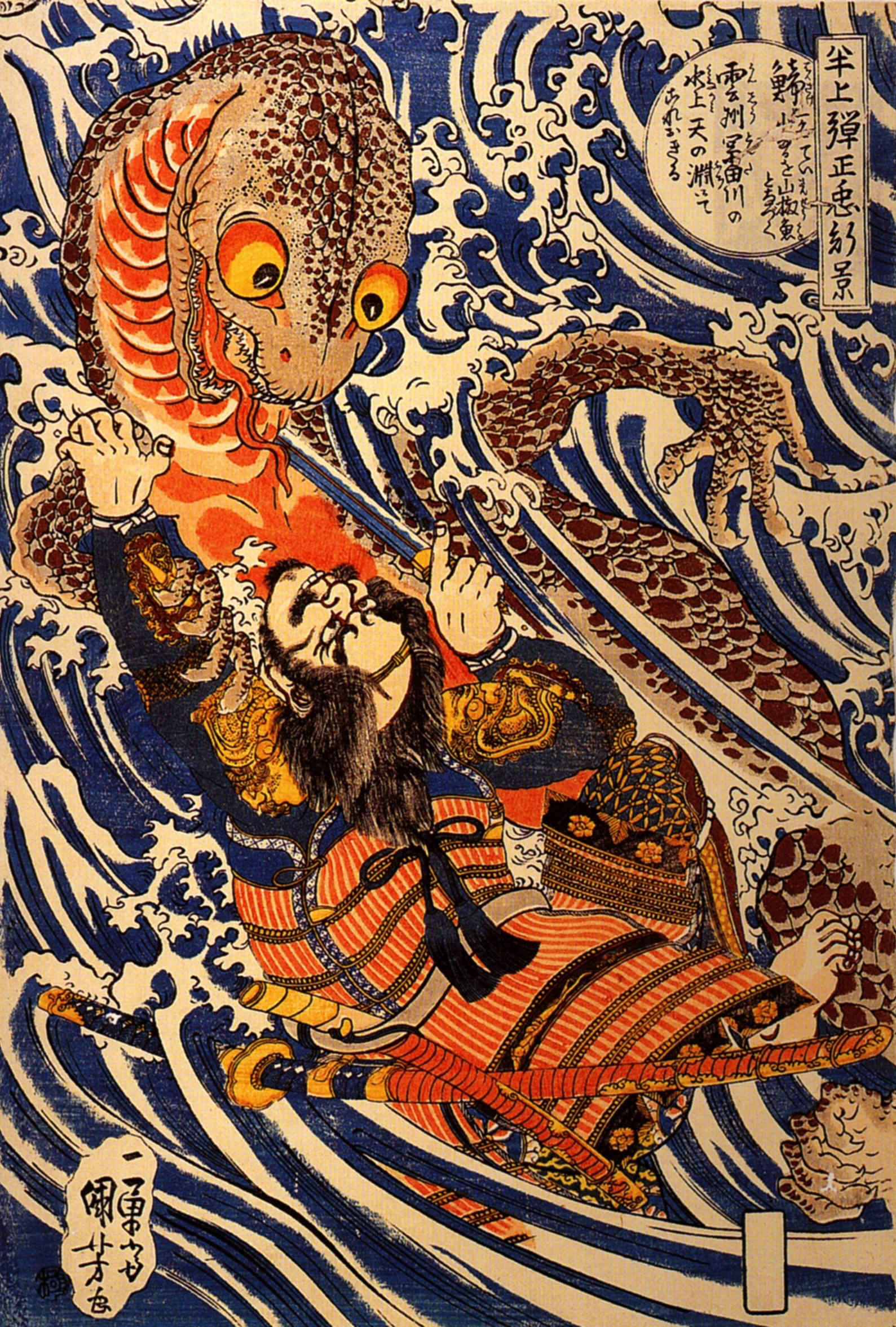
Hanagami Danjo no jo Arakage luttant contre une salamandre géante.
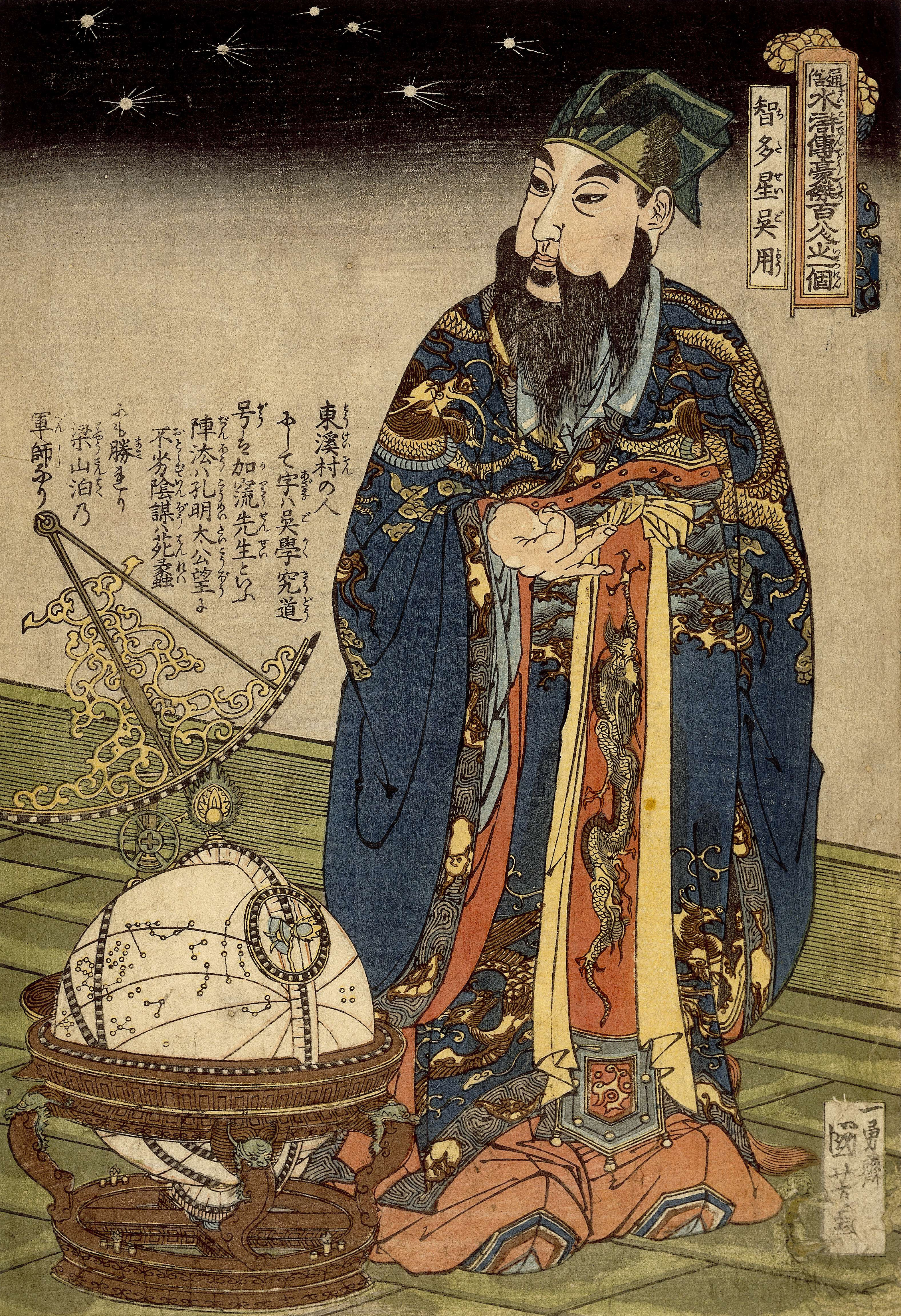
Wu Yong, un personnage d'Au bord de l'eau, que Utagawa Kuniyoshi a représenté dans 通俗水滸伝豪傑百八人之一個 (ja). Réalisé vers 1827.